# Pavel Klemens z Metternichu
Pavel Klemens Lothar kníže z Metternich-Winneburgu, vévoda z Portelly, hrabě z Kynžvartu (německy Paul Klemens Lothar Fürst von Metternich-Winneburg, Duca di Portella, Graf von Königswart; 14. října 1834 Vídeň – 6. února 1906 Vídeň) byl česko-rakouský šlechtic, syn významného evropského diplomata a dlouholetého státního kancléře Klemense Metternicha. Od mládí sloužil v armádě a dosáhl hodnosti generálmajora.
Po nevlastním bratru Richardovi zdědil titul knížete a majetek v západních Čechách (Kynžvart, Plasy).

## Životopis

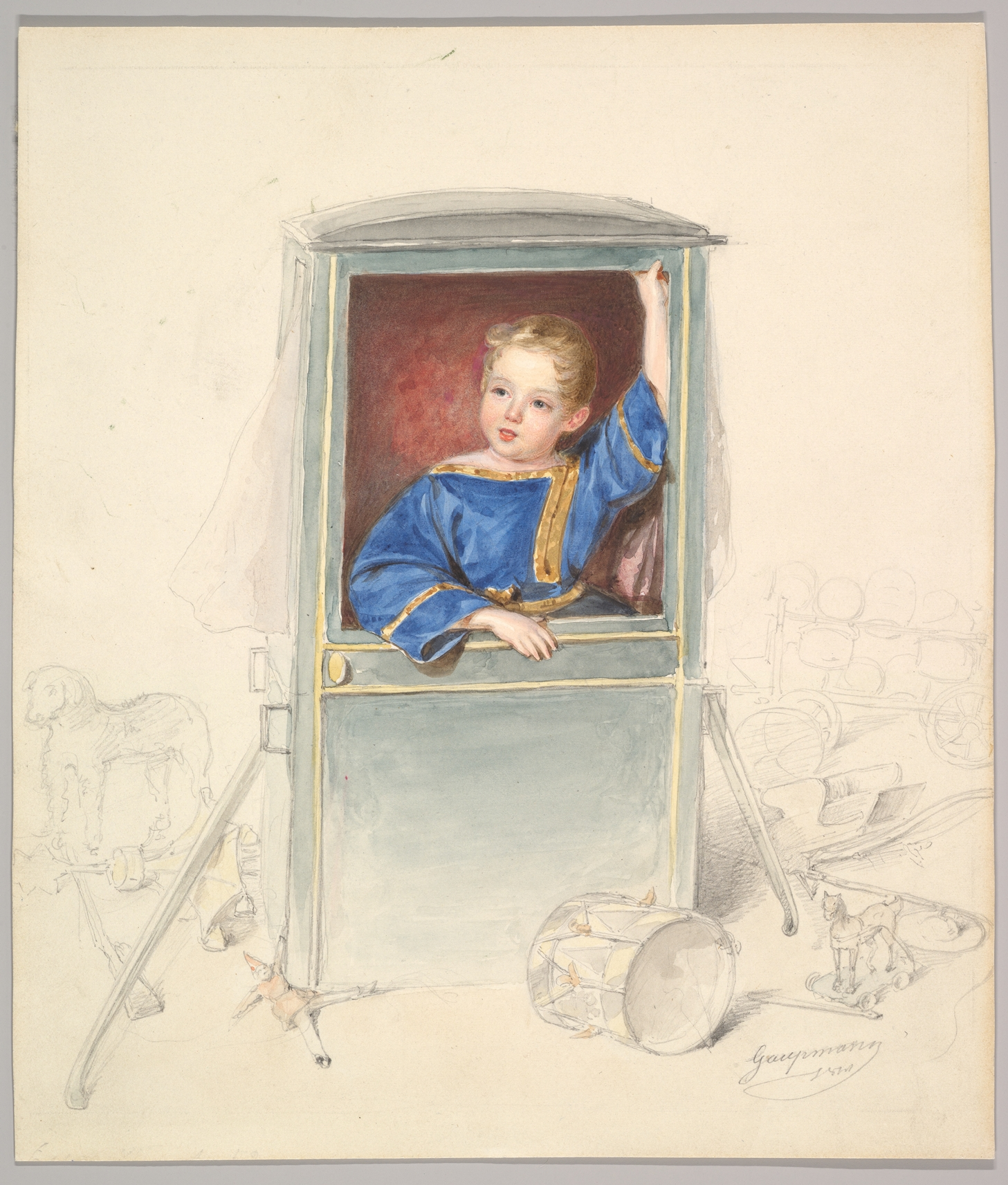
Kníže Pavel klemens jako dítě

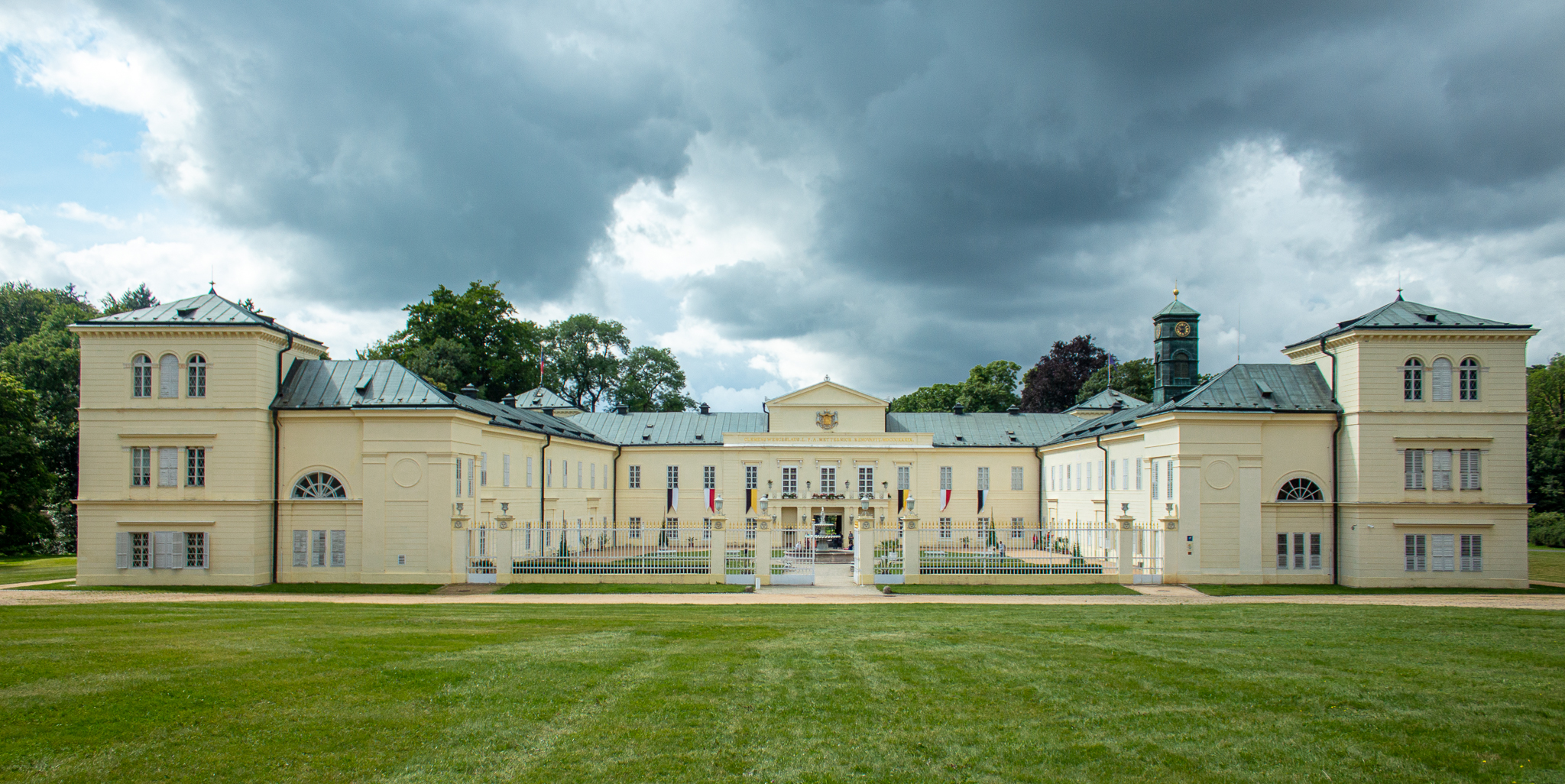
Zámek Kynžvart, hlavní sídlo rodu Metternichů v Čechách

Pocházel ze starého šlechtického rodu Metternichů, narodil se jako šestý syn dvorského a státního kancléře Klemense Metternicha (1773–1859) a jeho třetí manželky Melánie, rozené hraběnky Zichy-Ferrarisové (1805–1854).
Vzdělání absolvoval nejprve soukromě, poté na gymnáziu. Po revoluci v roce 1848 strávil s otcem nějakou dobu v exilu v Londýně a Bruselu. Po návratu do Rakouska studoval na Tereziánské vojenské akademii ve Vídeňskén Novém Městě a v roce 1851 vstoupil do armády. S ohledem na svůj původ rychle postupoval v hodnostech a již v osmnácti letech (1853) byl nadporučíkem. V hodnosti majora byl později pobočníkem císaře Františka Josefa (1864), za prusko-rakouské války dosáhl hodnosti podplukovníka (1866). Vojenskou kariéru završil v hodnosti generálmajora (1876), v roce 1881 byl penzionován.
Byl též c. k. komořím a čestným rytířem Maltézského řádu. Po starším nevlastním bratru Richardovi (1829–1895) zdědil knížecí titul a rodový majetek, který kromě statků v Německu zahrnoval také rozsáhlé velkostatky v západních Čechách (Kynžvart, Plasy), které zahrnovaly 20 000 hektarů půdy. Od roku 1895 byl též dědičným členem rakouské Panské sněmovny. V návaznosti na celoevropsky významné aktivity svého otce byl také dědicem italského titulu vévody di Portella a španělským grandem I. třídy.
Kníže Pavel Klemens Metternich zemřel ve Vídni, pohřben je v rodové hrobce v Plasích.

### Manželství a potomstvo

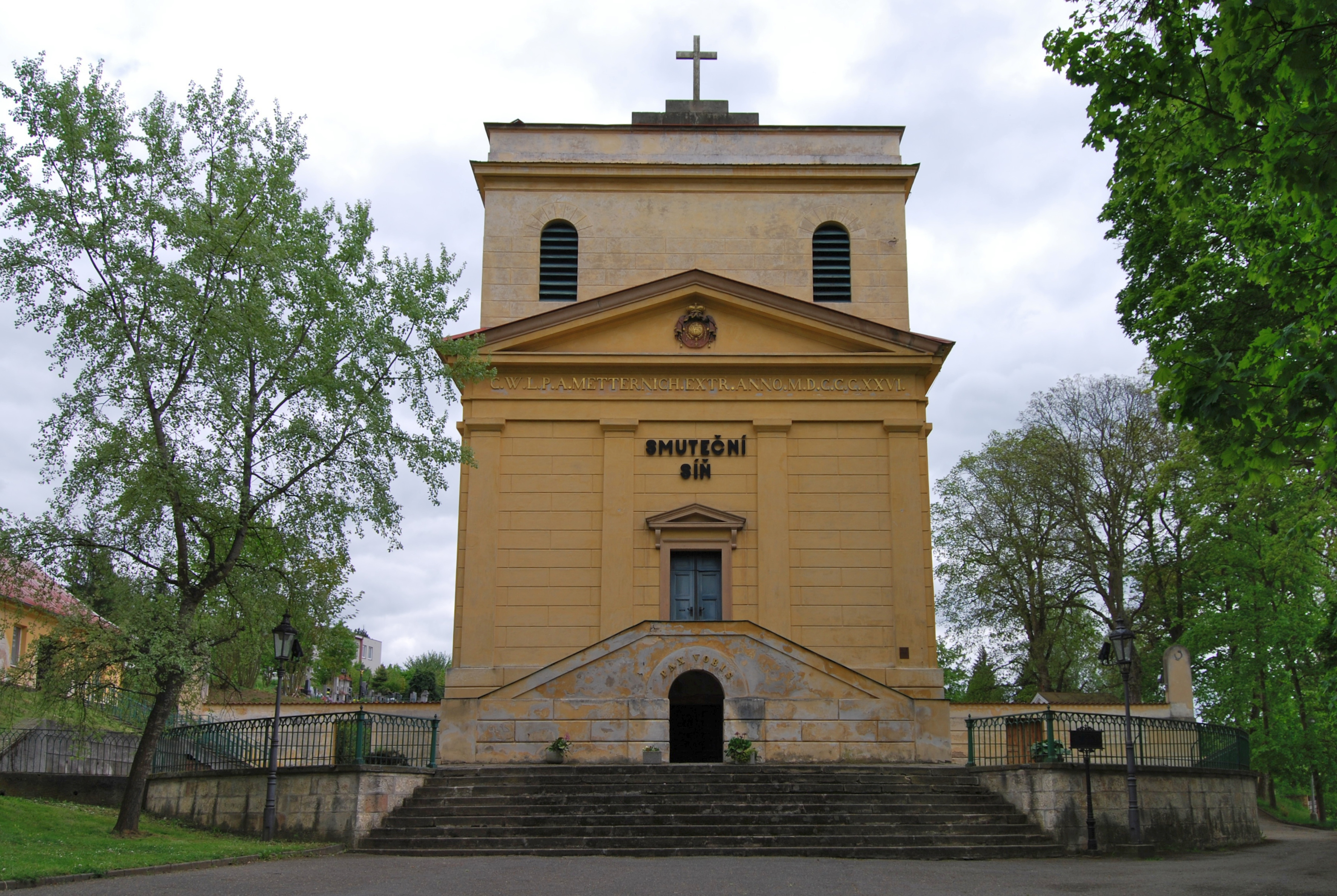
Hrobka rodu Metternichů v Plasích

V roce 1868 se na zámku v Rusovcích v Horních Uhrách oženil se svou sestřenicí hraběnkou Melánií Zichy-Ferrarisovou (1843–1925), dcerou hraběte Felixe Zichyho (1810–1885). Melánie se později stala c. k. palácovou dámou a dámou Řádu hvězdového kříže. Z manželství se narodily tři děti:
- jediný syn Klemens Václav (1869–1930), později byl dědicem knížecího titulu a rodového majetku.
- Emílie Marie (1873–1884) zemřela v dětství
- Pavlína Felicitas (1880–1960) se provdala za prince Maxmiliána Theodora z Thurn-Taxisu (1876–1939).